# 阮大正
阮大正，台湾美国著名报人，现任美西华人学会、新群学会会长。

## 生平
籍貫浙江余姚县臨山，出自阮性存家族，祖父阮性存为大律师，父亲阮毅成为国民党元老。是阮毅成次子，兄阮大元社会学家；下有弟阮大方、阮大仁等均为台湾美国著名媒体人。
曾任《中华日报》记者，中華日報驻台北辦事處處長。后专长分析报导国际形势、海峡两岸关系和台湾美国双边关系，也因台湾近代史著述闻名。因其父阮毅成曾参与台灣地方自治工作，留下档案和日记，阮大正据此著成「阮毅成見證地方自治史」，详尽记述分析1949年国民党政府遷台之初推行台湾各地地方自治和之后開放各地普選縣市長、議員的历史。
后移居美国加州洛杉矶，为美籍华人资深媒体人。

## 钓鱼岛归属
在东海主权争议中，阮大正认为钓鱼岛归属中华民国。钓鱼岛为无人岛，原始文件显示钓鱼台最早归属台湾，台湾在清日战争后割让予日本，二战因日本战败，台湾经联合国归还予中华民国，据此钓鱼台主权属中华民国，阮大正认为此事实无争议。

## 著作
- 《揭密國民黨高層總統之路系列（一）》
- 「阮毅成見證地方自治史」
- 「兩岸史話－台俄軍事科技合作祕辛」

## 政论
- 阮大正：從國民黨權力重分配看明日誰主江山
- 阮大正：展望兩岸關係
- 阮大正：逆風潮而動的臺灣民粹 將臺灣經濟推上斷崖邊緣
- 中国国民党驻美支部：逆耳的真相 / 阮大正 （页面存档备份，存于）